# Thái Phiên
Thái Phiên (1882 - 1916) là một nhà hoạt động cách mạng, đã cùng với Trần Cao Vân và vua Duy Tân lãnh đạo cuộc khởi nghĩa chống Pháp tại Trung Kỳ Việt Nam, do Việt Nam Quang Phục Hội chủ xướng. Ông bị Pháp bắt và xử chém vào ngày 17 tháng 5 năm 1916.

## Tiểu sử
Thái Phiên là con trai duy nhất của Thái Duy Tân và Lê Thị Lý, quê tại làng Nghi An, xã Hòa Phát, huyện Hòa Vang, tỉnh Quảng Nam (nay là khối Nghi An, phường Hòa Phát, quận Cẩm Lệ, thành phố Đà Nẵng). Thời trẻ ông đi tu tại chùa Cổ Lâm ở miền núi Quảng Nam. Sau đó, ông theo học Tây học ở Đà Nẵng. Đứng trước cảnh nước mất nhà tan, phải chứng kiến cảnh thực dân Pháp ra sức đàn áp nhân dân, bắt bớ giam cầm hàng loạt các sĩ phu từng tham gia phong trào chống thuế; năm 1908, Thái Phiên nung nấu trong mình ý chí: đánh đổ thực dân Pháp, thành lập một nước Việt Nam tự do, dân chủ. Một thời gian sau, ông vào Bình Định làm nghề dạy học và hoạt động cách mạng, tham gia khởi nghĩa chống Pháp.
Năm 1904, ông nhanh chóng tham gia phong trào Đông Du. Tháng 5 năm 1905, Thái Phiên cùng với Tiểu La Nguyễn Thành, Đỗ Đăng Tuyển tham gia thành lập Duy tân hội. Ông trở thành một yếu nhân của Duy tân hội ở Quảng Nam, hoạt động có nhiều hiệu quả, được Phan Bội Châu tin cẩn. Thái Phiên cũng như Trần Cao Vân, Lê Ngung, Phan Thành Tài đều là những yếu nhân của phái Duy Tân với xu hướng Duy Tân tự cường rồi mới "dần mưu tính việc khác".
Năm 1908, ông tham gia phong trào Duy Tân cùng Phan Bội Châu và Phan Châu Trinh. Từ năm 1909 trở đi, nhất là sau khi Đỗ Đăng Tuyển một yếu nhân của Duy Tân hội ở Quảng Nam bị bắt thì một mình Thái Phiên phải lo gây dựng lại tổ chức Duy tân hội ở Quảng Nam, đồng thời bắt liên lạc vói Lê Ngung, một nhà yêu nước ở tỉnh Quảng Ngãi có chân trong tổ chức “Việt Nam Quang Phục Hội”, để gây dựng lại tổ chức Duy tân hội ở tỉnh Quảng Ngãi. Năm 1912, Thái Phiên gặp tú tài Lê Ngung để bàn việc chuẩn bị lực lượng, chờ thời cơ nổi dậy đánh đổ thực dân Pháp. Từ năm 1913, ông là một trong những người lãnh đạo Việt Nam Quang Phục Hội ở miền Nam Trung Kỳ.
Chủ trương của Phan Bội Châu chuyển Duy tân hội sang tổ chức Việt Nam Quang Phục Hội. Năm 1914, Thái Phiên cùng Lê Ngung tổ chức một cuộc họp các nhà yêu nước tại thành phố Đà Nẵng, Trung Kỳ. Thái Phiên và Trần Cao Vân nhiều lần cử người sang Trung Quốc, Xiêm La để đặt kế hoạch phối hợp.
Năm 1915, Việt Nam Quang Phục Hội tổ chức Đại hội lần đầu tại Huế để bàn việc khởi nghĩa, lúc này chí sĩ Trần Cao Vân vừa mới bị đày từ Côn Đảo về, cũng tình nguyện tham gia. Tuy nhiên, do chưa liên hệ được với vua Duy Tân (tức Nguyễn Phúc Vĩnh San), để tạo dựng ngọn cờ cho đại sự, nên Thái Phiên và Trần Cao Vân đề nghị hoãn kế hoạch khởi nghĩa. Thái Phiên tự mình đề xướng cùng Trần Cao Vân lãnh trọng trách gặp gỡ, liên hệ với vua Duy Tân - một nhiệm vụ rất nguy hiểm, bởi vì vị vua yêu nước Duy Tân lúc này đang bị mật thám Pháp kiểm soát chặt chẽ tại Huế. Để tiếp xúc được vua Duy Tân, Thái Phiên và Trần Cao Vân đã vận động người lái xe cho vua thôi việc và đưa người đồng chí của mình là Phạm Hữu Khánh vào thay. Chính Khánh là người liên lạc, làm cầu nối giữa vua Duy Tân và Thái Phiên, Trần Cao Vân sau đó. Lúc này, thế chiến I nổ ra, nước Pháp đang sa lầy vì cuộc chiến, nên hơn lúc nào hết, các yếu nhân của phong trào như Thái Phiên, Trần Cao Vân, Lê Ngung... quyết định phát động khởi nghĩa đánh đổ thực dân Pháp.
Tháng Giêng năm 1916, Thái Phiên triệu tập một cuộc họp tại nhà ông Lâm Nhĩ ở làng Cẩm Toại (nay thuộc xã Hòa Phong, huyện Hòa Vang) để triển khai kế hoạch khởi nghĩa. Mục tiêu khởi nghĩa được các ông đưa ra là: đánh đổ thực dân Pháp, xây dựng Việt Nam thành nước “Việt Nam cộng hòa dân quốc”. Tháng 2-1916, “Việt Nam quang phục hội” tiến hành Đại hội tại Huế gồm các yếu nhân quan trọng như Thái Phiên, Trần Cao Vân, Phan Thành Tài (Quảng Nam), Lê Ngung, Nguyễn Thụy (Quảng Ngãi), Nguyễn Chánh (Quảng Bình), Đoàn Bảng (Thừa Thiên Huế)... để bàn việc chuẩn bị khởi nghĩa. Đại hội thành lập Uy ban khởi nghĩa do Thái Phiên đứng đầu, kiêm Tổng chỉ huy quân sự. Kế hoạch nổi dậy như sau: Thái Phiên và Trần Cao Vân trực tiếp lãnh đạo cuộc khởi nghĩa tại kinh đô Huế. Theo đó, đúng 1 giờ sáng ngày khởi nghĩa, quân khởi nghĩa sẽ đốt lửa trên đồi Thiên Mụ để báo hiệu cho các cánh quân đồng loạt nổi dậy. Lính lệ ở Trường Thi sẽ hợp với quân một sĩ quan người Đức chỉ huy đồn Mang Cá, tiến hành đánh chiếm Tòa Khâm và trụ sở các bộ. Súng thần công tại kinh thành sẽ được bắn, để đúng 1 giờ sáng ngày 3 tháng 5 năm 1916 thì trên đỉnh đèo Hải Vân sẽ được nổi lửa phát tín hiệu truyền đi.
Tuy nhiên, do kế hoạch tiếp xúc vua Duy Tân vẫn chưa có cơ hội thực hiện nên cuộc khởi nghĩa tiếp tục bị hoãn. May thay, ngày 14 tháng 4 năm 1916, nhân lúc vua Duy Tân đi duyệt binh ở Trường Thi, Phạm Hữu Khánh đã tìm cách đưa nhà vua đến chỗ gặp Thái Phiên, Trần Cao Vân. Do mưu đồ việc lớn, Thái Phiên và Trần Cao Vân đã bất chấp nguy hiểm, giả làm người câu cá trên sông Ngự Hà để vào Hoàng thành gặp vua. 
Duyệt binh xong, nhà vua thả bộ theo sông Ngự Hà rồi tạt vào Hậu Hồ để gặp 2 ông bàn việc đại sự. Sau cuộc gặp mặt đó, mọi chỉ thị đưa ra của tổ chức “Việt Nam Quang phục hội” đều do một mình Thái Phiên thảo ra và đều được ký tên là “Cô Đà”, tức bí danh của ông lúc bấy giờ. Chính Thái Phiên đã thảo chương trình, mật chiếu, bài hịch của cuộc khởi nghĩa rồi cho người đưa vua Duy Tân xem, việc làm đó cho thấy ông là một yếu nhân hết sức quan trọng của phong trào này.
Công cuộc chuẩn bị khởi nghĩa đang được các tỉnh chuẩn bị rất khẩn trương thì cơ mưu bị lộ. Số là, Võ An, người ở phủ Tư Nghĩa, Quảng Ngãi là đảng viên của tổ chức “Việt Nam Quang phục hội”, trước khi bị đổi đi Phú Yên, y đã dặn em là Võ Huệ rằng: “Đến ngày mồng 1 tháng 4 năm Bính Thìn (tức ngày 3 tháng 5 năm 1916), em hãy về quê và xa lánh công đường vì bữa đó tất có biến!”. Từ đó, Huệ bị An sát Quảng Ngãi là Phạm Liệu bắt tra khảo và Huệ đã khai ra kế hoạch khởi nghĩa. Phạm Liệu bèn tức tốc báo cho Khâm sứ Pháp là Charles tại Huế biết cái tin động trời đó. Vì thế, thực dân Pháp và phong kiến Nam triều nhanh chóng tìm cách dập tắt phong trào này.
Giữa đêm ngày 3 tháng 5 năm 1916, theo kế hoạch đã định, vua Duy Tân “chân đi đất, đầu chít cái khăn đen, mình mặc áo cụt đỏ sẫm và quần vải trắng” được bí mật đưa ra khỏi Hoàng thành để đến Nha Thương Bạc gặp Thái Phiên và Trần Cao Vân. Tại đây, nhà vua được hai ông đưa xuống thuyền xuôi về làng Hà Trung ở Phú Vang, Huế.. Sau khi đưa vua đến Bến Ngự, Thái Phiên nghe Nguyễn Quang Siêu báo: “Khi đưa vua ra đến bến Thương Bạc thì tôi gặp Trần Quang Trứ hớt hải cho chèo thuyền qua Tòa Khâm!”. Thái Phiên giật mình nhìn Trần Cao Vân và hỏi: “Trứ được giao nhiệm vụ phối hợp hành động ở trấn bình đài, tại sao hắn lại qua Toà Khâm giờ này làm gì?”. Đến đây, các lãnh tụ phong trào Duy Tân đã có dự cảm rằng: kế hoạch nổi dậy đã bị bại lộ.
Đợi đến 3 giờ sáng mà súng hiệu vẫn chưa nổ, biết cơ mưu bị lộ, Thái Phiên, Trần Cao Vân bèn đưa vua Duy Tân rời Hà Trung, theo đường núi để vào núi Bà Nà như đã định. Khi vua tôi đi ngược lên vùng núi Tây Nam Huế và trọ lại tại chùa Ngũ Phong thuộc xóm Ngũ Tây, thôn An Cựu, thì tại đây bọn mật thám Pháp, Đổng lý văn phòng Le Font, Khâm sứ Chartles và quan quân Nam triều cùng lính Pháp vây kín khắp sân chùa. Vua Duy Tân, Thái Phiên, Trần Cao Vân và những người đồng chí của các ông đều bị bắt giữ.
Bản án kết tội Thái Phiên và Trần Cao Vân do phong kiến Nam triều lập có đoạn: “Ban đầu buông câu ở Hậu Hồ, tự thảo chiếu văn, kế đến neo thuyền ở bến Thương Bạc, chở rước nhà vua, mời vua dùng cơm lạt ở làng Hà Trung, ăn cháo gà ở núi Ngũ Phong, mình rồng phải chịu dãi dầu sương gió, tội lỗi này đều do bọn kia (tức Trần Cao Vân và Thái Phiên) tạo ra”. Bản án đã làm xong, Tòa Khâm cho người đến tận Lao Hộ để chụp hình các tử tội: Thái Phiên, Trần Cao Vân, Tôn Thái Đề, Nguyễn Quang Siêu làm hồ sơ lưu trữ. Trước khi chết, Thái Phiên và Trần Cao Vân viết một bản trần tình khẳng khái nhận hết tội lỗi về mình và đề nghị thực dân Pháp tha tội chết cho vị vua trẻ Duy Tân. Bài trần tình có câu:
“Trung là ai? Nghĩa là ai? Cân đai võng lọng là ai? Thà để cô thần tử biệt! Trời còn đó! Đất còn đó! Xã tắc sơn hà còn đó! Mong cho Thánh Thượng sinh toàn!”.
Ngày 17 tháng 5 năm 1916, cùng với hai chiến hữu của mình là Nguyễn Quang Siêu, Tôn Thất Đề và một số người khác, ông bị thực dân Pháp và Nam triều xử chém tại cống Chém (An Hòa, thành phố Huế), chôn lấp cùng một hố với Trần Cao Vân.
Tháng 6 năm 1925, bà Trương Thị Dương, người cùng hoạt động trong Việt Nam Quang Phục Hội, nhóm của ông, đã bí mật đưa hài cốt hai ông từ An Hòa về chôn gần tháp Hòa thượng Kiết Mao thuộc xã Thủy Xuân. Sau đó 11 ngày, việc cải táng có nguy cơ bị bại lộ, bà Dương lại từ Quảng Trị vào, rồi đêm đến bí mật đào hài cốt hai ông đem chôn chung một mộ tại đồi thông Từ Hiếu (trên đường lên lăng Tự Đức).

## Tưởng niệm và vinh danh
Năm 1956, bà Dương đã dựng bia mộ cho hai ông với dòng chữ “Trần Cao Quý Công – Thái Duy Quý Công chi mộ”.
Năm 1992, di tích ngôi mộ chung Thái Phiên và Trần Cao Vân được nhà nước cấp kinh phí trùng tu, tôn tạo khang trang với đài tưởng niệm cao 4,3m, ngôi mộ xưa vẫn được bảo tồn nguyên vẹn là nấm đất sỏi hình tròn, trước mộ là tấm bia dựng từ năm 1956. Toàn bộ ngôi mộ, đài tưởng niệm nằm trong hình chữ nhật 7,2m x 7,6m, chung quanh có lan can bao bọc.
Di tích được Bộ Văn hóa Thông tin công nhận là di tích lịch sử cấp quốc gia.
Tên của ông được đặt cho nhiều con đường và trường học tại các thành phố.
Năm 1945, khi khởi nghĩa giành chính quyền thành công ở Đà Nẵng, từng có thời gian đổi tên Đà Nẵng thành Thái Phiên. Tại thành phố Đà Nẵng có đường Thái Phiên tại quận Hải Châu, trường học và câu lạc bộ của các cán bộ hưu trí trung cao cấp mang tên Thái Phiên.
Tại Quảng Nam, tên của ông được đặt cho một đường phố ở thành phố Hội An, một đường phố và một trường học ở thành phố Tam Kỳ và một trường học ở huyện Thăng Bình.
Ở các thành phố Hà Nội, Huế, Vinh, Đông Hà, Buôn Ma Thuột, Nha Trang đều có tên đường Thái Phiên.
Tại thành phố Đồng Hới, tỉnh Quảng Bình có đường Thái Phiên ở phường Nam Lý (đoạn từ đường Hà Huy Tập đến Tôn Đức Thắng).
Tại thành phố Đà Lạt có làng hoa Thái Phiên và đường Thái Phiên.
Tại thành phố Hải Phòng có trường Trung học phổ thông Thái Phiên nổi tiếng tại 258 phố Đà Nẵng, phường Cầu Tre, quận Ngô Quyền.
Tại thành phố Hồ Chí Minh có đường Thái Phiên ở phường 10 quận 11 và trường Thái Phiên tại đường Minh Phụng phường 16 quận 11.